# 辛理
辛理（？—？），陇西郡狄道县（今甘肃省定西市临洮县）人，前凉官员。

## 生平
辛理是辛綝的弟弟，容貌美丽，张轨想要夺取他的妻子，把守寡的妹妹嫁给他。辛理割鼻表示决心，张轨不能强迫辛理，非常愤怒，将辛理改任敦煌郡太守、护羌校尉。辛理于是因为忧心恐惧而死。